# Sibbaldia procumbens
Sibbaldia procumbens es una especie de plantas de la familia Rosaceae, de distribución circumpolar.

## Descripción
Hierba perenne de hábito cespitoso. Crece formando pequeñas matas con tallos rastreros de entre 2 a 15 cm que parten de un cáudice. Hojas en roseta con pecíolo de unos 7 cm de largo, divididas normalmente en 3 folíolos obovados, romos y pelosos, dentados o lobulados en su ápice. Flores de 5-7 mm de diámetro, en inflorescencias sin cabillos; 5 sépalos, lanceolados, epicáliz lineal, más corto que los sépalos; 5 estambres. Se distingue por sus diminutos pétalos amarillos que son una cuarta parte del largo de los sépalos, pelosos. Florece en verano.

## Distribución y hábitat
Se encuentra distribuida por todo el Hemisferio Norte, desde las regiones árticas hasta altitudes elevadas (1900-3700 m s. n. m.) de las regiones templadas.
 Crece en praderas de tundra y zonas rocosas húmedas de regiones montañosas subalpinas.